# Anchialina sanzoi
Anchialina sanzoi är en kräftdjursart som beskrevs av Coifmann 1937. Anchialina sanzoi ingår i släktet Anchialina och familjen Mysidae. Inga underarter finns listade i Catalogue of Life.